# Tréban

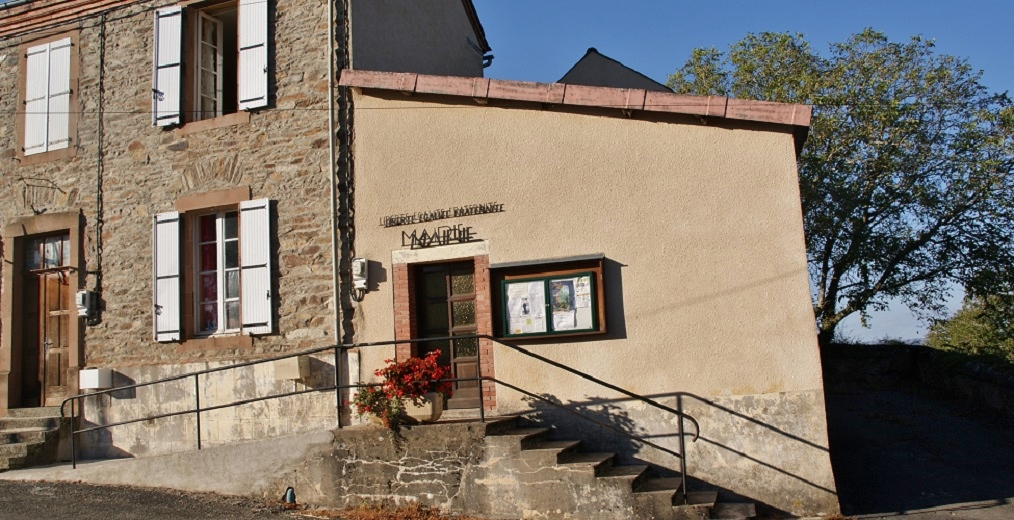
Mairie von Tréban (2012)

Tréban (okzitanisch: Trebanh) ist eine französische Gemeinde mit 58 Einwohnern (Stand: 1. Januar 2022) im Département Tarn in der Region Okzitanien (vor 2016: Midi-Pyrénées). Tréban gehört zum Arrondissement Albi und zum Kanton Carmaux-1 Le Ségala (bis 2015: Kanton Pampelonne).

## Geographie
Tréban liegt etwa 24 Kilometer nordöstlich von Albi. Umgeben wird Tréban von den Nachbargemeinden Tanus im Norden und Nordwesten, Saint-Just-sur-Viaur im Nordosten, Lédas-et-Penthiès im Osten, Lacapelle-Pinet im Süden sowie Montauriol im Westen und Südwesten.

## Bevölkerungsentwicklung
| 1962                      | 1968 | 1975 | 1982 | 1990 | 1999 | 2006 | 2013 |
| ------------------------- | ---- | ---- | ---- | ---- | ---- | ---- | ---- |
| 107                       | 103  | 90   | 68   | 58   | 51   | 46   | 45   |
| Quelle: Cassini und INSEE |      |      |      |      |      |      |      |